# Pierwszy rząd Károla Khuen-Héderváry

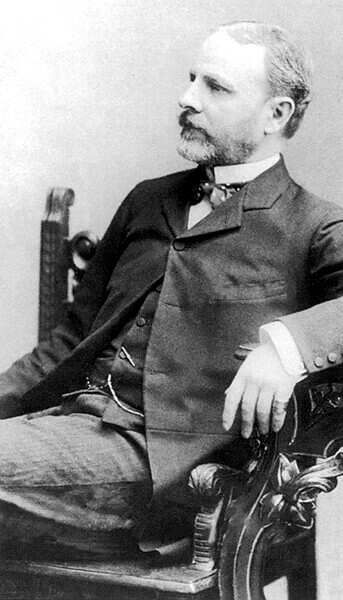
Károly Khuen-Héderváry

Pierwszy rząd Károla Khuen-Héderváry – rząd Królestwa Węgier, działający od 27 czerwca 1903 do 3 listopada 1903, pod przewodnictwem premiera Károla Khuen-Héderváry.